# Lista pierwszych startów orbitalnych według państw

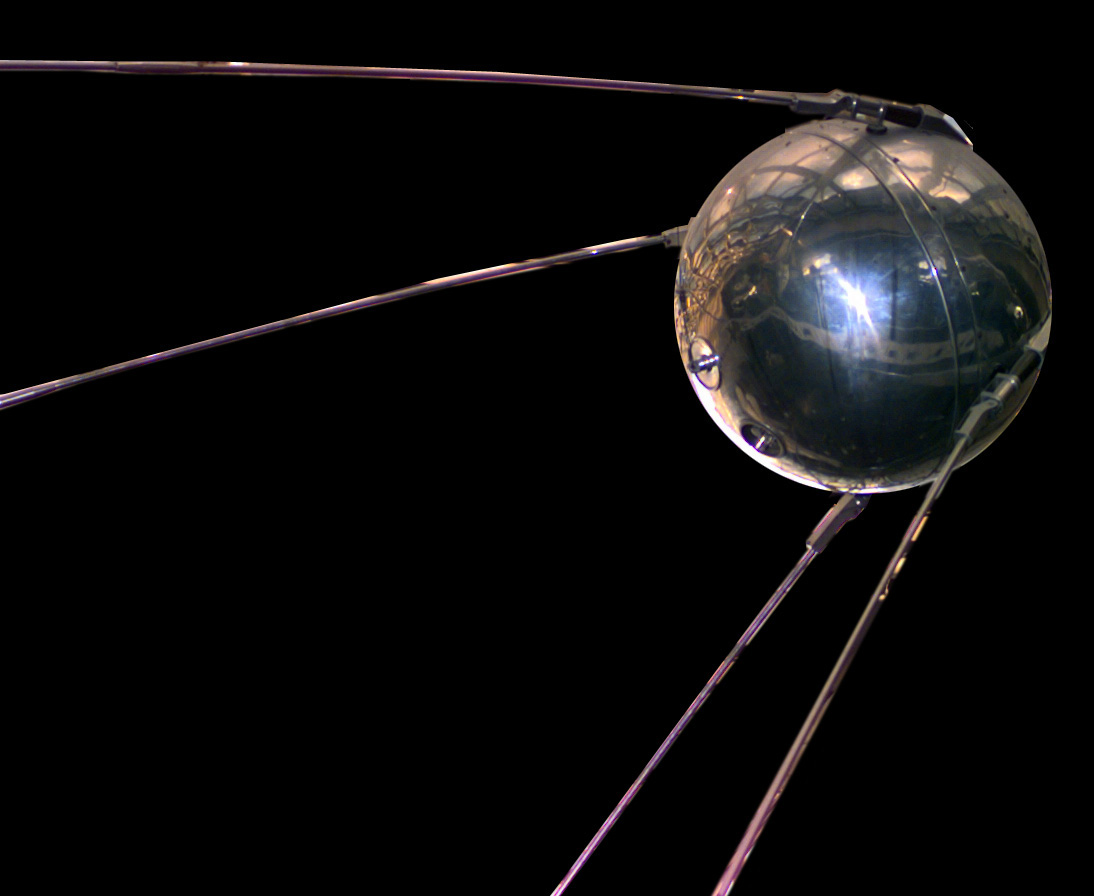
Model pierwszego sztucznego satelity Ziemi, Sputnik 1, umieszczonego na orbicie przez Związek Radziecki w 1957 r.

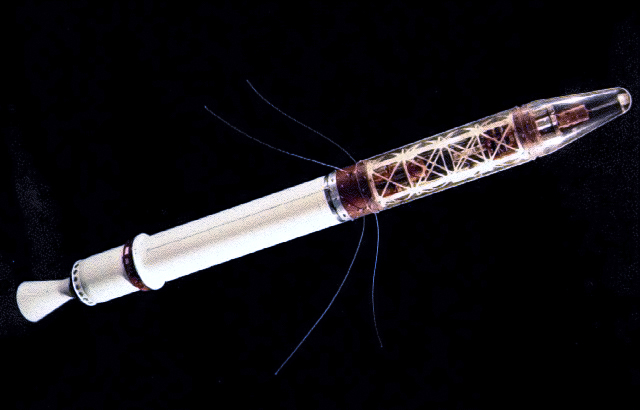
Model pierwszego sztucznego satelity wyniesionego przez USA w 1958 r., Explorer 1

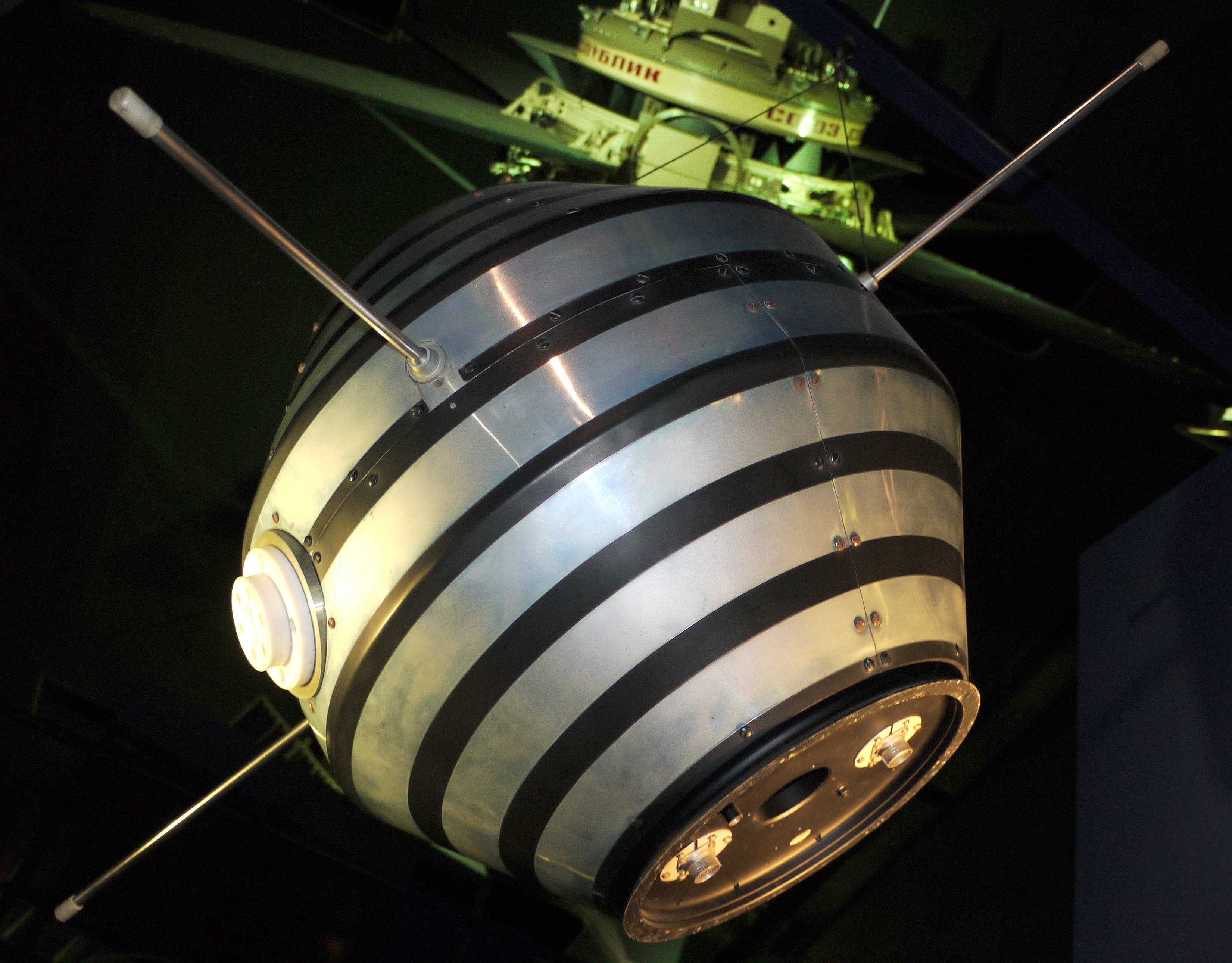
Model pierwszego sztucznego satelity wyniesionego przez Francję w 1965 r., Astérix

Pomimo że wiele krajów buduje własne sztuczne satelity, jedynie dziewięć z nich jest w stanie umieścić je na orbicie za pomocą własnej rakiety nośnej. Liczba ta jednak nie jest pewna. Rosja i Ukraina przejęły po upadku Związku Radzieckiego w 1991 r. jego zakłady wytwórcze sprzętu kosmicznego, w tym rakiet nośnych (Ukraina nie dysponuje jednak własnym kosmodromem). Natomiast dwa państwa europejskie, Francja i Wielka Brytania prowadziły własne programy kosmiczne do momentu powołania Europejskiej Agencji Kosmicznej ESA, włączając się w europejski program kosmiczny.

## Lista pierwszych startów orbitalnych według krajów
| Lp. | Kraj                         | Satelita                                                                                           | Rakieta                        | Kosmodrom                                                    | Data (UTC)           |
| --- | ---------------------------- | -------------------------------------------------------------------------------------------------- | ------------------------------ | ------------------------------------------------------------ | -------------------- |
| 1   | Związek Radziecki            | Sputnik 1                                                                                          | Sputnik PS                     | Bajkonur, ZSRR (obecnie Kazachstan)                          | 4 października 1957  |
| 2   | Stany Zjednoczone            | Explorer 1                                                                                         | Juno I                         | Cape Canaveral Air Force Station, Floryda, Stany Zjednoczone | 1 lutego 1958        |
| 3   | Francja                      | Astérix                                                                                            | Diamant A                      | Hammaghir, Algieria                                          | 26 listopada 1965    |
| 4   | Japonia                      | Ōsumi                                                                                              | Lambda 4S                      | Uchinoura, Japonia                                           | 11 lutego 1970       |
| 5   | Chiny                        | Dong Fang Hong 1                                                                                   | Chang Zheng 1                  | Jiuquan, Chiny                                               | 24 kwietnia 1970     |
| 6   | Wielka Brytania              | Prospero X-3                                                                                       | Black Arrow                    | Poligon w Woomera, Australia                                 | 28 października 1971 |
| —   | Europejska Agencja Kosmiczna | CAT 1                                                                                              | Ariane 1                       | Kourou, Gujana Francuska                                     | 24 grudnia 1979      |
| 7   | Indie                        | Rohini 1                                                                                           | Satellite Launch Vehicle (SLV) | Sriharikota, Indie                                           | 18 lipca 1980        |
| 8   | Izrael                       | Ofeq 1                                                                                             | Shavit                         | Palmachim, Izrael                                            | 19 września 1988     |
| —   | Ukraina                      | Strieła-3 (6 rosyjskich satelitów)                                                                 | Cyklon-3                       | Plesieck, Rosja                                              | 28 września 1991     |
| —   | Rosja                        | Kosmos 2175                                                                                        | Soyuz-U                        | Plesieck, Rosja                                              | 21 stycznia 1992     |
| 9   | Iran                         | Omid                                                                                               | Safir-2                        | Semnan, Iran                                                 | 2 lutego 2009        |
| 10  | Korea Północna               | Kwangmyŏngsŏng-3                                                                                   | Unha-3                         | Sohae, Korea Północna                                        | 12 grudnia 2012      |
| 11  | Korea Południowa             | Satelita atrapa (1,3 tony), satelita do weryfikacji wydajności (180 kg, z 4 satelitami kostkowymi) | Nuri                           | Naro, Korea Południowa                                       | 21 czerwca 2022      |

1. ↑  Program kosmiczny Związku Radzieckiego po jego rozpadzie został przejęty przez Rosję.
2. ↑  Francja korzystała początku z kosmodromu w Algierii, która stanowiła wcześniej (zanim wystrzelono satelitę) terytorium francuskie. Swój kolejny kosmodrom w Gujanie Francuskiej Francja udostępniła ESA.
3. ↑  Wielka Brytania wystrzeliła samodzielnie tylko jednego satelitę, korzystała z kosmodromu w Australii. Później włączyła się w prace ESA.
4. ↑  ESA została utworzone przez kraje europejskie, obecnie głównie należące do Unii Europejskiej. Podstawową rakietą ESA jest rodzina rakiet Ariane.
5. 1 2  Rosja i Ukraina otrzymały przemysł kosmiczny po rozpadzie Związku Radzieckiego jako jego sukcesorzy.
6. ↑  Ukraina dostarcza rakiety Rosji, natomiast zasadniczo nie używa ich do wynoszenia własnych satelitów.
7. ↑  Wcześniej Korea Północna ogłosiła pomyślny start satelity Kwangmyŏngsŏng-1 31 sierpnia 1998 rakietą Taepodong-1 z kosmodromu Musudan-ri, jednak nie został on potwierdzony. Również start 5 kwietnia 2009 satelity Kwangmyŏngsŏng-2 nie został nigdy potwierdzony[1][2].

## Inne

Potwierdzone starty orbitalne
Niepotwierdzone starty orbitalne
Planowane starty orbitalne

Potwierdzone starty orbitalne
     Niepotwierdzone starty orbitalne
     Planowane starty orbitalne

### Starty nieudane
- Brazylia przeprowadziła trzy nieudane starty rakiet. Ostatni z nich, start rakiety VLS-1 22 sierpnia 2003 na kosmodromie w Alcântarze spowodował śmierć 21 osób.

- Korea Południowa podjęła pierwszą próbę wyniesienia satelity STSAT-2 za pomocą rosyjsko-południowokoreańskiej rakiety Naro-1 (KSLV-1) z kosmodromu w Naro 25 sierpnia 2009. Satelita jednak nie osiągnął orbity na skutek awarii rakiety. Drugi start 10.06.2010 również nie zakończył się sukcesem z powodu utraty kontroli nad rakietą[4].

### Starty komercyjne
- Sea Launch – konsorcjum przedsiębiorstw ze Stanów Zjednoczonych, Rosji, Ukrainy i Norwegii: Boeing, Aker Kværner, RKK Energia, Jużmasz i Biuro Konstrukcyjne Jużnoje. Pierwszy lot demonstracyjny odbył się 27.03.1999 z rakietą ukraińsko-rosyjską Zenit-3SL z wyrzutni zainstalowanej na platformie oceanicznej Ocean Odyssey, znajdującej się Pacyfiku. Konsorcjum przeprowadziło dużą liczbę startów.
- SpaceX – amerykańskie przedsiębiorstwo rozwijające rodzinę rakiet Falcon (Falcon 1 i 9), które zawarło kontrakt z NASA na dostawy dla ISS.

### Projekty
- Korea Południowa będzie kontynuować prace nad rakietą nośną we współpracy z Rosją.
- Brazylia ogłosiła plan kontynuowania prac nad rakietą VLS-1[5][6].
- Prywatna spółka ARCA z Rumunii pracuje nad kilkoma wersjami rakiet HAAS oraz samolotem rakietowym do lotów na dużych wysokościach[7].
- Indonezja zamierza pracować nad rakietami RPS-420 (Pengorbitan) i RX-550.